# 孔光临
孔光临（1933年—），女，辽宁绥中人，中国半导体物理学家，曾任中国科学院半导体研究所研究员、博士生导师。